# ژائو رونگ
ژائو رونگ (انگلیسی: Zhao Rong؛ زادهٔ ۲ اوت ۱۹۹۱) بازیکن فوتبال اهل چین است.
وی همچنین در تیم ملی فوتبال زنان چین بازی کرده‌است.